# Felix Slováček
Felix Slováček, né le 23 mai 1943 à Zlín, est un clarinettiste, chef d'orchestre, compositeur de films et saxophoniste tchèque. Il est marié à l'actrice tchèque Dagmar Patrasová.

## Biographie
Dans sa jeunesse, il étude le piano et le violon, mais n'aime pas le faire. Son intérêt pour la clarinette arrive plus tard, il débute le saxophone après avoir terminé ses études secondaires. Il travaille dans le domaine de la musique classique, de la musique pour enfants, du jazz, et il dirige le Felix Slováček Big Band. Tout au long de sa carrière, il vend plus de deux millions d'albums

## Discographie
- 1998 Felix Slováček Con Amore (Český rozhlas)
- 1998 Felix Slováček Big Band – Happy-Go-Lucky (Český rozhlas)
- 1997 20 x Felix Slováček (Sony Music Bonton)
- 1996 Rozvíjej se, poupátko
- 1996 Felix Slováček a jeho Beatles (EMI Czech Republic (en))
- 1996 Felix Slováček – Saxo (Sony Music Bonton)
- 1994 Dvorana slávy
- 1994 Felix Slováček – Classic Essential (Supraphon)
- 1993 For Lovers (Supraphon)
- 1982 The Velvet Sound of Felix Slováček (Supraphon)